# Aurdalen
Das Aurdalen (norwegisch für Gerölltal) ist ein kleines, mit Moränengeröll durchzogenes Tal im ostantarktischen Königin-Maud-Land. Es liegt zwischen dem Gråkammen und der Aurdalsegga in den Petermannketten des Wohlthatmassivs.
Entdeckt und kartiert wurde das Tal bei der Deutschen Antarktischen Expedition 1938/39 unter der Leitung des Polarforschers Alfred Ritscher. Eine erneute Kartierung anhand von Luftaufnahmen und Vermessungen sowie die deskriptive Benennung erfolgten bei der Dritten Norwegischen Antarktisexpedition (1956–1960).